# Take My Head
Albums de Archive
Londinium
(1996) You All Look the Same to Me
(2002)
Take My Head est le deuxième album d'Archive, sorti en 1999. Après le départ de Roya Arab, chanteuse du premier album d'Archive, la voix est assurée ici par la chanteuse Suzanne Wooder. Après le départ de cette dernière, les chansons de cet album sont interprétées en concert par Maria Quintile, alias Maria Q.
Take My Head voit les premières intégrations d'influences rock et pop dans la musique du groupe.

## Titres
| No  | Titre               | Durée |
| --- | ------------------- | ----- |
| 1.  | You Make Me Feel    | 4:04  |
| 2.  | The Way You Love Me | 3:30  |
| 3.  | Brother             | 3:44  |
| 4.  | Well Known Sinner   | 4:20  |
| 5.  | The Pain Gets Worse | 4:33  |
| 6.  | Woman               | 3:36  |
| 7.  | Cloud in the Sky    | 4:41  |
| 8.  | Take My Head        | 4:40  |
| 9.  | Love in Summer      | 4:53  |
| 10. | Rest My Head on You | 3:55  |
|     | Home                | 1:57  |

## Commentaires
- Sur la dixième piste, Rest My Head On You s'arrête à 3:53, puis le titre caché Home commence à 4:55.
- L'album a été produit par Archive, Ian Stanley et Andy Gray, sauf les pistes 3 et 10 (seulement Archive).
- Une édition limitée à la sortie de l'album contient deux remixes de You Make Me Feel : le Arkchive Remix (5:12) et le Spectre Remix (7:46). Ce dernier a été réalisé par le groupe Red Snapper.
- L’album vinyle est réédité le 26 août 2022 en 180 grammes.